# تاريخ ماكاو

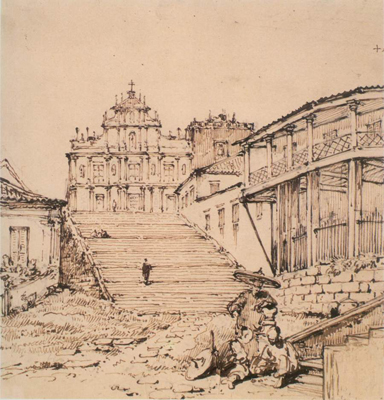

تعد ماكاو إحدى مناطق جمهورية الصين الشعبية الإدارية الخاصة (أس إيه آر). في عام 1557، استأجرت البرتغال ماكاو كمحطة تجارية مقابل إيجار سنوي قدره 500 تايل للبقاء فيها، وخضعت للسيادة والسلطة الصينية حتى عام 1887، حين أتى البرتغاليون للنظر في أمرها وإداراتها كمستعمرة فعلية. عقب توقيع معاهدة نانكينغ بين الصين وبريطانيا في عام 1842، وتوقيع غيرها من المعاهدات بين الصين والدول الأجنبية في ستينيات القرن التاسع عشر، بما يعود بالنفع على «الدولة الأَولى بالرعاية» بالنسبة إليهم، سعى البرتغاليون إلى إبرام معاهدة مماثلة في عام 1862، لكن الصينيين رفضوا ذلك بسبب سوء فهم بشأن السيادة على ماكاو. في عام 1887، نجح البرتغاليون أخيرًا في الحصول على اتفاق من الصين يُفيد بأن ماكاو جزء من الأراضي البرتغالية. في عام 1999، سُلمت ماكاو إلى الصين، وكانت آخر إقليم أوروبي موجود في قارة آسيا.

## تاريخها المبكر

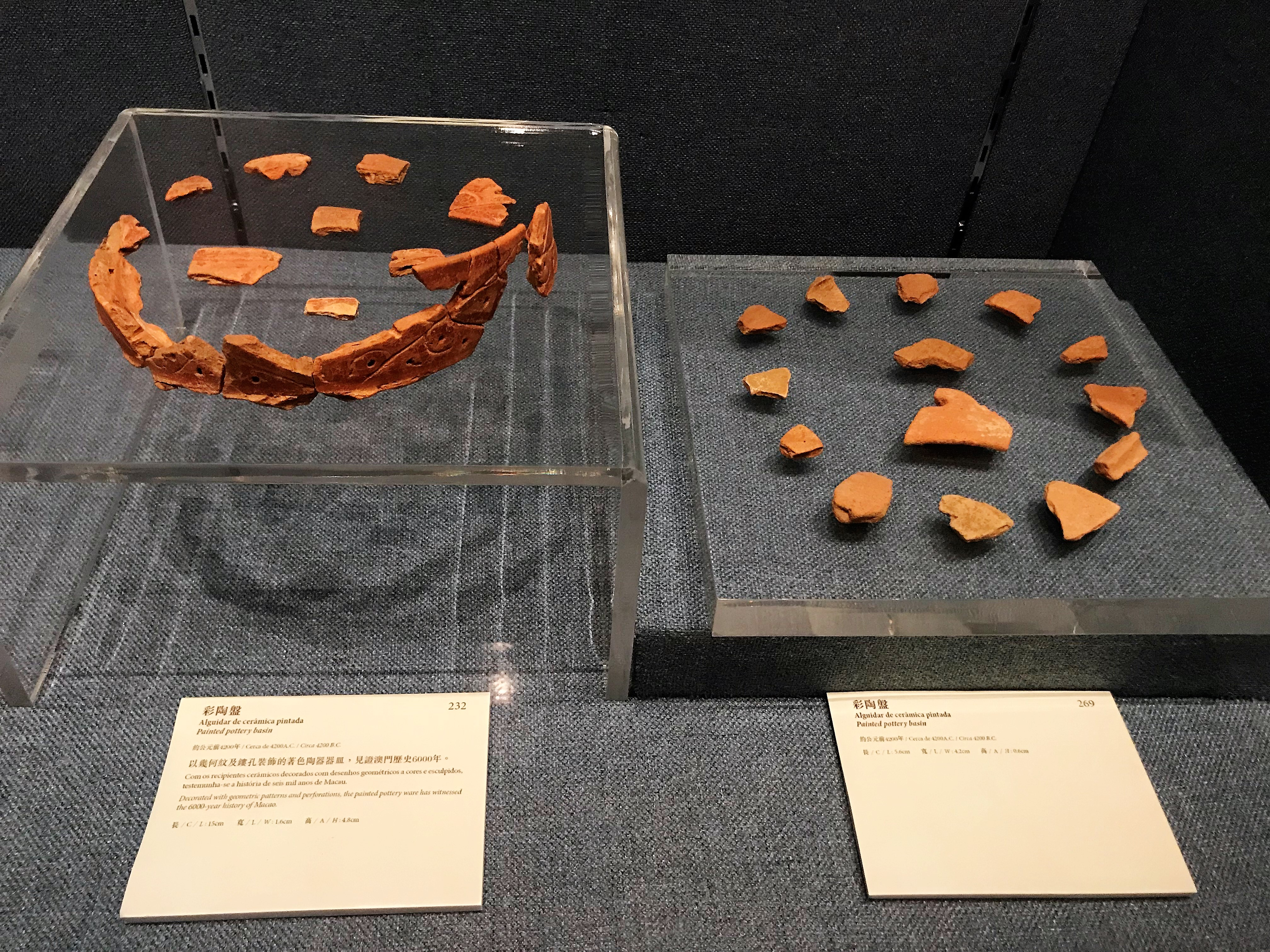
قطع فخارية من عصر ما قبل التاريخ في ماكاو

يعود التاريخ البشري لماكاو إلى ستة آلاف سنة مضت، ويشمل العديد من الحضارات وفترات الوجود المختلفة والمتنوعة. اكتشفت أدلة تشير إلى أن الوجود البشري والثقافي في شبه جزيرة ماكاو يعود إلى ما بين 4,000 و6,000 سنة، ويعود إلى نحو 5,000 سنة في جزيرة كولوان.
في عهد سلالة تشين الحاكمة (221 - 206 قبل الميلاد)، خضعت المنطقة لسلطة حي بانيو في مقاطعة نانهاي في محافظة غوانغدونغ. عُرفت المنطقة باستقرارها في عهد سلالة هان الحاكمة. أما في عهد أسرة جين الحاكمة (265 - 420 بعد الميلاد) تبعت المنطقة إداريًا لمحافظة دونغ غوان، ثم في عهد السلالات اللاحقة تناوبت كل من نانهاي ودونغ غوان في السيطرة عليها.
منذ القرن الخامس الميلادي، استخدمت السفن التجارية المسافرة بين جنوب شرق آسيا وغوانزو المنطقة كميناء للجوء والحصول على المياه العذبة والغذاء. في عام 1152، في عهد سلالة سونغ الحاكمة (960 - 1279 بعد الميلاد)، خضعت المنطقة لسلطة مقاطعة زونغشان الجديدة. في عام 1277، استقر في المنطقة الساحلية نحو 50,000 لاجئ فروا من الغزو المغولي للصين.
لطالما كانت مونغ هوا مركز الحياة الصينية في ماكاو، وموقع ما قد يكون أقدم معبد في المنطقة، وهو ضريح مكرس للإله البوذي غوانين (إله الرحمة). لاحقًا في عهد سلالة مينغ الحاكمة (1368- 1644 بعد الميلاد) هاجر صائدو الأسماك إلى ماكاو من مختلف أنحاء مقاطعتي غوانغدونغ وفوجيان وبنوا معبد إيه-ما حيث صلوا من أجل سلامتهم في البحر. كان ركاب القوارب من شعب هوكلو أول من أبدى اهتمامًا بماكاو كمركز تجاري للمقاطعات الجنوبية. لم تكن ماكاو مستوطنة رئيسية حتى وصول البرتغاليين في القرن السادس عشر.

## مستوطنة برتغالية
خلال عصر الاستكشاف، استكشف بحارة برتغاليون سواحل إفريقيا وآسيا. أنشأ البحارة بعد ذلك مواقعًا في غوا عام 1510، وغزوا ملقا في عام 1511، ما دفع محمود شاه سلطان ملقا إلى التحرك صوب الطرف الجنوبي من شبه جزيرة ملايو حيث واصل شن غارات على البرتغاليين. هبط البرتغاليون بقيادة جورجي ألفاريز في جزيرة لينتين (تعرف حاليًا بجزيرة ني لينجدينج) في دلتا نهر اللؤلؤة في الصين عام 1513 بسفينة جنك مستأجرة مبحرة من ملقا البرتغالية. شيدوا معلمًا حجريًا في جزيرة لينتين وادعوا أنه يعود لمانويل الأول ملك البرتغال. في نفس العام، كلف نائب الحاكم الهندي ألفونسو دي ألبوكيرك المستكشف رافائيل بيريستيلو، ابن عم كريستوفر كولومبوس، بالإبحار إلى الصين لإفساح الطريق أمام إقامة علاقات تجارية. تاجر رافائيل مع التجار الصينيين في غوانزو في ذلك العام وفي عام 1516، لكنه مُنع من المُضي إلى ما هو أبعد من ذلك.
في عام 1517، افتتح مانويل الأول ملك البرتغال بعثة دبلوماسية تجارية في غوانزو برئاسة تومي بيريس وفرناو بيريس دي أندرادي. استمرت السفارة حتى وفاة الإمبراطور تشينغدي في نانجينغ. رفض قضاء سلالة مينغ الصينية السفارة التي أصبحت أقل اهتمامًا بالاتصالات الخارجية الجديدة. تأثر قضاء سلالة مينغ أيضًا بالتقارير المتعلقة بسلوك البرتغاليين السيئ في مناطق أخرى في الصين، وبسعي سلطان ملقا المعزول للحصول على المساعدة الصينية لطرد البرتغاليين من ملقا.
في عامي 1521 و1522، وصلت عدة سفن برتغالية أخرى إلى جزيرة تاماو التجارية قبالة الساحل بالقرب من غوانزو، لكن سلطات مينغ المعادية طردتها. سُجن بيريس وتُوفي في كانتون.
تحسنت العلاقات بين سلالة مينغ الصينية والبرتغاليين في أربعينيات القرن السادس عشر، عندما ساعد البرتغاليون الصين في القضاء على قراصنة الساحل. لاحقًا بدأ كلاهما إقامة بعثات تجارية سنوية إلى ساحل جزيرة شانغشوان في عام 1549. بعد بضع سنوات أصبحت جزيرة لامباكاو القريبة من دلتا نهر اللؤلؤة القاعدة الرئيسية للتجارة البرتغالية في المنطقة.
تحسنت العلاقات الدبلوماسية وجرى إنقاذها بموجب اتفاق ليونيل دي سوزا مع السلطات الكانتونية في عام 1554. في عام 1557، وافق قضاء سلالة مينغ أخيرًا على إقامة قاعدة تجارية برتغالية دائمة ورسمية في ماكاو. في عام 1558، أصبح ليونيل دي سوزا ثاني حاكم برتغالي لماكاو.
بنى البرتغاليون لاحقًا بعض البيوت الحجرية البدائية حول المنطقة المعروفة اليوم بنام فان، واستغرقوا حتى عام 1557 لإقامة مستوطنة دائمة في ماكاو بإيجار سنوي قدره 500 تايل (نحو 20 كيلوغرامًا أو 44 رطلًا) من الفضة. في أواخر ذلك العام، أنشأ البرتغاليون قرية مسورة هناك. بدأ سداد إيجارات الأراضي في عام 1573. احتفظت الصين بالسيادة وكان المواطنون الصينيون يخضعون للقانون الصينى، رغم أن المنطقة تخضع للإدارة البرتغالية. في عام 1582 وُقع عقد إيجار للأراضي ودُفع الإيجار السنوي لمقاطعة شيانغشان. واصل البرتغاليون دفع ضريبة سنوية حتى عام 1863 للبقاء في ماكاو.
غالبًا ما كان يتزوج البرتغاليون من نساء تانكا، إذ لم تربط نساء هان الصينيات أي علاقات معهم. أصبح بعض المنحدرين من تانكا سكانًا ماكاويين. استعبد الغزاة البرتغاليون بعض أطفال تانكا. كتب الشاعر الصيني وو لي قصيدة تضمنت سطرًا تحدث عن توريد تانكا الأسماك إلى البرتغاليين في ماكاو.